# What Makes It Go?
What Makes It Go? är den svenska musikgruppen Komedas tredje studioalbum, utgivet på North of No South Records 1998. Skivan spelades in i Tonteknik Studios med Eskil Lövström, Komeda och Magnus Åström som producenter.

## Låtlista
Alla låtar är skrivna av Komeda.
1. "Binario"
2. "It's Alright, Baby"
3. "Curious"
4. "Cul de Sac"
5. "Living Things"
6. "Flabbergast"
7. "Campfire"
8. "Happyment"
9. "Our Hospitality"
10. "Focus"
11. "A Simple Formality"

## Personal
- Johan Gunséus - foto
- Haga Strings - stråkar
- Pelle Henricsson - bongos, mastering
- Jonas Holmberg - medverkande musiker
- Marcus Holmberg - medverkande musiker
- Lena Karlsson - medverkande musiker
- Komeda - producent
- Eskil Lövström - producent, trombon
- Mattias Norlander - medverkande musiker
- Henrik Sjöberg - trumpet
- Magnus Åström - producent (krediterad som "Friend")

## Mottagande
Allmusics recensent gav skivan betyget 4/5.

### Fotnoter
1. 1 2  ”What Makes It Go?”. Discogs.com. http://www.discogs.com/Komeda-What-Makes-It-Go/release/580372. Läst 8 maj 2012.
2. ↑  Arres, Francis. ”What Makes It Go?”. Allmusic.com. http://www.allmusic.com/album/what-makes-it-go-r351796/review. Läst 8 maj 2012.